# スーパーマリン シーガル (初代)
オーストラリアリッチモンド基地で撮影されたオーストラリア空軍のシーガル Mk III（1928年）
- 用途：偵察機
- 製造者：スーパーマリン
- 運用者

  -  イギリス（艦隊航空隊）
  -  オーストラリア（オーストラリア空軍）
- 初飛行：1921年5月
- 生産数：34
- 運用状況：退役
- 原型機：スーパーマリン シール
- 派生型：スーパーマリン ウォーラス

スーパーマリン シーガル（英語: Supermarine Seagull）は、イギリスのスーパーマリンが製造した複葉飛行艇。スーパーマリン シールの派生型であり、同様に水陸両用機としての運用が可能であった。

## 開発
1921年、スーパーマリン シールIIの改造により、後にシーガル Mk Iとして知られる試作型が製造された。エンジンにネイピア ライオンIIを採用し、ナセルを変更した機体は、1機のみが製造された。
1922年にはネイピア ライオンIIIをエンジンとした量産型シーガル Mk IIが生産に入り、25機が空軍省とイギリス海軍に納入された。Mk IIには、後に改修された機体も存在している。
1925年、オーストラリア向けにシーガル Mk IIIが開発された。これはMk IIのエンジンをネイピア ライオンVに変更、ラジエーターを熱帯向けに調整した機体となった。6機がオーストラリア空軍に、1機が日本に輸出された。
シーガル Mk IIにハンドレページ式の前縁スロットを設け、双尾翼式に改造された機体が1928年に出現した。これは、スーパーマリン公式の分類ではないが、俗にシーガル Mk IVとみなされた。また、3機のシーガル Mk IIが民間機として登録された。
1930年、同規模・同配置であるが、まだ主流とはなっていなかった金属製の機体を有し、ブリストル ジュピターIXをエンジンとしたプッシャー式飛行艇の開発が開始された。シーガルVとして知られた機体は、1933年に初飛行を遂げた。これが、後のスーパーマリン ウォーラスである。

## 運用
1923年4月1日の再編に伴い、5月1日イギリスの空母イーグルに編成された第440艦隊偵察飛行隊に配備され、観測機として運用された。従来この任務は、3個飛行隊に配備されたパーナル パンサーによって行われていた。イーグルは、フェアリー フライキャッチャー（第402飛行隊）、ブラックバーン ブラックバーン（第422飛行隊）、ブラックバーン ダート（第460飛行隊）と第440飛行隊の4個飛行隊を有していたが、1個飛行隊は地上運用に充てられていた。1925年、イギリス初のカタパルトによる発艦を記録した飛行艇となった。
イギリス海軍のシーガル Mk IIは、フェアリー IIIDによって1925年1月に更新された。
1926年6月、6機のシーガル Mk IIIを導入したオーストラリア空軍ではフェアリー IIIDを更新し、第101飛行隊をポイント・クックのウィリアムズ空軍基地で編成、8月に第101飛行隊は、リッチモンドの空軍基地へ移動した。1927年まで、写真偵察機としてモーズビーを支援し、グレート・バリア・リーフの調査に用いられた。1927年1月にイギリスから購入した中古機3機を追加し、ニューギニアまで調査範囲を拡大した。1929年には6機が水上機母艦アルバトロスの飛行隊として編成され、1933年にアルバトロスが予備役となるまで続いた。1934年には重巡洋艦キャンベラとオーストラリアに配備された。オーストラリアでの運用はシーガルVによって更新され、1936年3月3日のキャンベラと陸上からの運用が最後となった。

## 機体
機体は木造で、断面は楕円形。これに浮力を持つ底部と昇降段が二段取り付けられていた。下翼は高翼式の構造を有しており、翼間支柱は3組の2ベイ複葉機、上翼中央にナセルを吊り下げ、4翅式のプロペラを駆動した。武装はルイス軽機関銃 1挺、典型的な乗員はパイロット、無線手、観測手の3人であった。

## 運用者
- オーストラリア：オーストラリア空軍9機（3機はイギリスの中古機[3]）、第101飛行隊（英語版）
- 日本：大日本帝国海軍航空隊1機
- イギリス：艦隊航空隊26機

## 現存する機体
- イギリス海軍航空博物館（英語版）に機体前方が残されている。1974年までは庭園の小屋として使用されていたが、新しい小屋と交換されている。その後、サウサンプトンのソレント航空博物館（英語版）に長期貸し出し中となっている[6]。
- イギリス空軍博物館にシーガルV（ウォーラス）がバトル・オブ・ブリテンホールに2016年10月まで展示され、その後収蔵品として扱われている[7]。

## 要目（シーガル Mk III）
出典: 
諸元
- 乗員: 3
- 全長: 11.28m （37ft）
- 全高: 3.66m （12ft）
- 翼幅: 14.02m（46ft）
- 空虚重量: 1768kg
- 運用時重量: 2571kg
- 動力: ネイピア ライオンV レシプロ、340kW （450hp）   × 1

性能
- 最大速度: 174km/h （94kt）
- 実用上昇限度: 2789m （9150ft）
- 上昇率:  （454.5ft/m）
- *最大飛行時間 4.5時間

武装
- 固定武装: 7.7mmルイス軽機関銃 1挺